# 이창용 (루지 선수)
이창용(1985년 2월 15일~)은 대한민국의 루지 선수 출신 루지 도자로, 선수시절 2002년 동계 올림픽에 참가했다.